# 谢淑丽

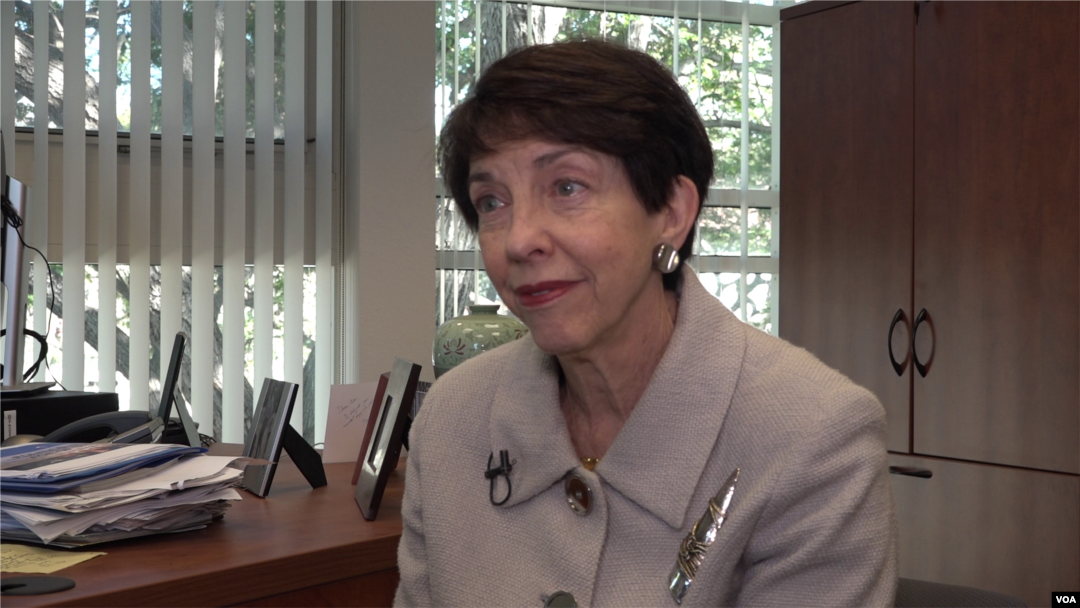
謝淑麗接受美國之音採訪

谢淑丽（英語：Susan L. Shirk, 1945年—），是美國的中国专家、外交官，加利福尼亚大学圣迭戈分校学者。

## 生平
1945年出生在美国，1967年毕业于曼荷莲学院政治系，1968年毕业于加州大学伯克利分校亚洲研究硕士学位，1971年曾以美国留学生的身份得到了中華人民共和國國務院總理周恩来的接见，1974年毕业于麻省理工学院政治系博士学位。后任教于加利福尼亚大学圣迭戈分校。其後於比爾·柯林頓執政期間的1997年－2000年內擔任美國國務院東亞暨太平洋事務局中國、香港、蒙古暨台灣事務副助理國務卿。

## 著作
- （英文）《China - Fragile Superpower: How China’s Internal Politics Could Derail Its Peaceful Rise》，2007年4月16日初版，ISBN 9780199706501